# Isabelle Musset

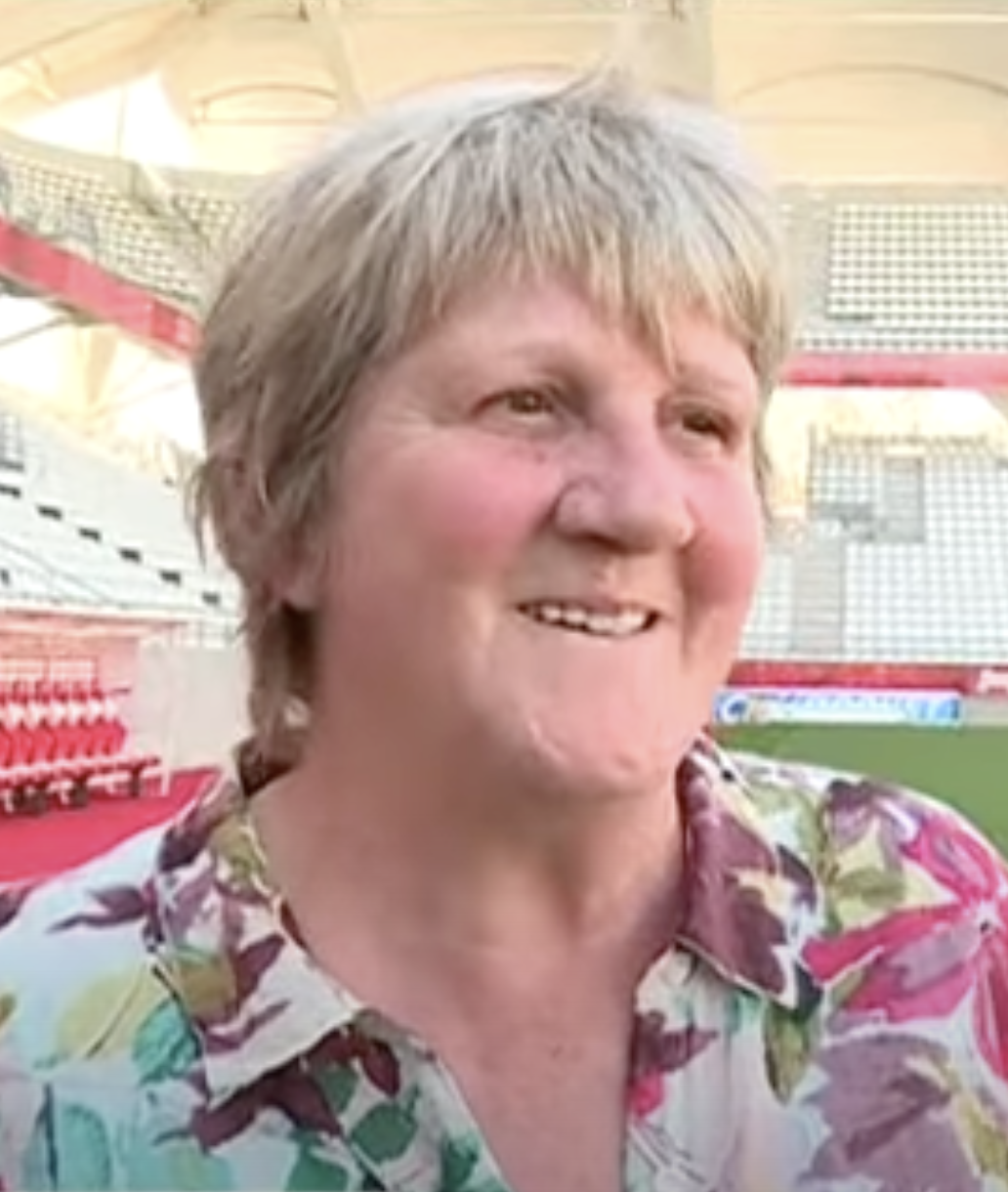
Isabelle Musset, 2018

Isabelle Musset (* 10. September 1960 in Vouziers) ist eine ehemalige französische Fußballspielerin.

## Vereinskarriere
Um ihren 14. Geburtstag herum schloss Isabelle Musset sich dem seinerzeit führenden französischen Frauenfußballverein Stade Reims an, mit dem sie in den folgenden elf Jahren fünf Landesmeistertitel (1975, 1976, 1977, 1980 – diesmal allerdings ohne Einsatz im Endspiel – und 1982) gewann und wo sie bereits als 15-Jährige unter Trainer Pierre Geoffroy auch zur Nationalspielerin wurde. Von 1985 bis 1987 spielte die Stürmerin für den belgischen Ex-Meister Cercle Brügge, kehrte dann nach Frankreich zurück und setzte ihre sportliche Karriere beim FCF Hénin-Beaumont fort. Auch mit den Nordfranzösinnen stand sie 1988 in einem Endspiel um den Landesmeistertitel. Ab 1989 war sie noch für zwei Jahre bei der VGA Saint-Maur aktiv; mit den Frauen aus der östlichen Pariser Banlieue gewann sie 1990 noch eine sechste französische Meisterschaft. Insgesamt hat Isabelle Musset an zwölf Finalpartien teilgenommen – ab 1975 bis 1979 fanden diese jeweils in Hin- und Rückspiel statt – und darin neun Treffer erzielt, ein Torerfolg mehr als Nicole Abar (diese in sieben Begegnungen), mit der sie sowohl in Reims als auch in Saint-Maur in einer Elf gestanden hatte.
Schon während ihrer Zeit als Spielerin absolvierte sie eine Ausbildung zur Sportlehrerin und arbeitet seither in diesem Beruf, unter anderem viele Jahre an einem Centre régional d’éducation populaire et de sport (CREPS) im nordfranzösischen Pont-à-Marcq und inzwischen wieder in Reims.

### Stationen
- Stade Reims (1974–1985)
- Cercle Brügge (1985–1987)
- FCF Hénin-Beaumont (1987–1989)
- VGA Saint-Maur (1989–1991)

## Nationalspielerin
Zwischen Mai 1976 und April 1990 bestritt Isabelle Musset 40 A-Länderspiele für Frankreich, in denen sie insgesamt 14 Treffer erzielte. Nach vier internationalen Partien folgte zwischen 1978 und 1982 eine längere, ausbildungsbedingte Unterbrechung. Mit den Bleues stand sie 1988 im Viertelfinale der Europameisterschaft. Musset kam auch beim ersten offiziellen Aufeinandertreffen zwischen der französischen und der deutschen Nationalelf im Mai 1987 in Dillingen zum Einsatz, in dem Frankreich mit 0:2 unterlag.

## Palmarès
- Französische Meisterin: 1975, 1976, 1977, 1980 (ohne Endspieleinsatz), 1982, 1990
- Französische Vizemeisterin: 1978, 1979, 1981, 1988

## Belege und Anmerkungen
1. ↑  Pascal Grégoire-Boutreau/Tony Verbicaro: Stade de Reims – une histoire sans fin. Cahiers intempestifs, Saint-Étienne 2001, ISBN 2-911698-21-5, S. 157; bei Lucien Perpère/Victor Sinet/Louis Tanguy: Reims de nos amours. 1931/1981 – 50 ans de Stade de Reims. Alphabet Cube, Reims 1981, S. 179, findet sich ein Photo der Reimser Frauschaft aus der Saison 1980/81 mit Isabelle Musset.
2. ↑  laut Mussets Eigenangaben auf copainsdavant.com
3. ↑  Details sind auf Mussets Datenblatt der FFF (siehe Weblinks) angegeben.

| Personendaten    | Personendaten                 |
| ---------------- | ----------------------------- |
| NAME             | Musset, Isabelle              |
| KURZBESCHREIBUNG | französische Fußballspielerin |
| GEBURTSDATUM     | 10. September 1960            |
| GEBURTSORT       | Vouziers                      |